# Javier Otano Cid
Javier Otano Cid (Tudela, 1946) és un polític navarrès. Va ser secretari General del PSN-PSOE entre 1994 i 1996 i president del Govern de Navarra entre 1995 i 1996.
Llicenciat en Filosofia i Lletres i Professor d'Institut. En 1983 i 1987 va ser escollit Parlamentari Foral en la candidatura del Partit Socialista de Navarra. També va obtenir escó en les eleccions de 1991; en aquesta ocasió va arribar la Presidència del Parlament de Navarra, càrrec que va ocupar fins a 1995. En 1995 va encapçalar la llista del PSN-PSOE a les eleccions al Parlament de Navarra, que va obtenir onze escons. Designat candidat a la Presidència del Govern de Navarra, va ser elegit president amb els vots de PSN, CDN i EA. El juliol del 1995 va prendre possessió com a President del Govern de Navarra, càrrec que va ocupar fins a juny de 1996, moment que va dimitir a causa del cridat "Caso Otano". Després d'abandonar la política va tornar a fer classes de Llengua Castellana i Literatura en l'institut "Benjamí de Tudela" de Tudela.

## El "Cas Otano"
Al juny de 1995 Otano va deixar de ser president del Govern de Navarra, parlamentari foral i secretari general del Partit Socialista de Navarra, càrrecs dels quals va dimitir en conèixer-se que la jutge Marisol Alejandre havia descobert un compte bancari en Suïssa al seu nom i al de la seva esposa. Aquest compte podria haver estar relacionada amb la "trama navarresa del cas Roldán", que va dur a presó a l'expresident socialista Gabriel Urralburu i a l'ex conseller del Departament d'Obres Públiques, Antonio Aragón. Otano va admetre haver aportat la seva signatura a aquest compte. Va assegurar que no havia tocat els diners, que desconeixia la quantia, l'origen i la destinació dels seus fons, i va sostenir que la seva participació i la de la seva esposa es limitava a haver accedit a figurar com a titulars del compte a petició de Urralburu, qui li va assegurar que era uns diners reservats per a "futures necessitats del partit".
Els fets que van donar origen a les diligències judicials van tenir lloc entre 1989 i 1990, quan la multinacional alemanya Bosch Siemens va abonar aproximadament 1,2 milions d'euros per la venda de la factoria Safel. La documentació remesa per la justícia suïssa va permetre conèixer que al juliol de 1989 Bosch Siemens va ingressar 4.998.053 marcs alemanys en el compte 52.437 del Discount Bank, de titular desconegut. Des d'aquest compte es va transferir aquesta quantitat a altre compte els titulars del qual eren Antonio Aragón i Jesús Malón (expresident del PSN-PSOE). Part d'aquests diners va ser posteriorment transferit a comptes d'Antonio Aragó, Javier Otano i la seva esposa Teresa Arcos. El procés judicial va finalitzar amb sentència de "prescripció" en el cas d'haver-se comès delicte, si bé la jutgessa instructora i el fiscal van defensar en tot moment la innocència de Teresa Arcos i Javier Otano.